# Rémi Cusin
Rémi Cusin (Saint-Julien-en-Genevois, 3 februari 1986) is een Frans voormalig wielrenner. In 2013 reed Cusin voor het Zwitserse IAM Cycling. In 2011 behaalde hij zijn grootste overwinning: een rit in de Ronde van Denemarken.

## Belangrijkste overwinningen
2007
GP Blangy
2008
1e etappe Tour de Franche-Comté
2011
2e etappe Ronde van Denemarken

## Resultaten in voornaamste wedstrijden
| Jaar | Ronde van Italië | Ronde van Frankrijk | Ronde van Spanje |
| ---- | ---------------- | ------------------- | ---------------- |
| 2009 |                  |                     |                  |
| 2010 | 82e              |                     |                  |
| 2011 |                  |                     |                  |
| 2012 |                  |                     |                  |
| 2013 |                  |                     |                  |

| Jaar | Milaan-San Remo | Parijs-Roubaix | Luik-Bast.‑Luik |
| ---- | --------------- | -------------- | --------------- |
| 2009 |                 | opgave         |                 |
| 2010 |                 |                |                 |
| 2011 |                 |                | opgave          |
| 2012 | 76e             |                | 41e             |
| 2013 |                 |                | 104e            |

## Ploegen
- 2008- Agritubel (stagiair vanaf 1-8)
- 2009- Agritubel
- 2010- Cofidis, le Crédit en Ligne
- 2011- Cofidis, le Crédit en Ligne
- 2012- Team Type 1-Sanofi
- 2013- IAM Cycling